# Atlético Mineiro (Frauenfußball)
Die Frauenfußballabteilung des Vereins Atlético Mineiro aus Belo Horizonte wurde erstmals 1983 gegründet und in den Jahren 2005 und 2019 neu belebt.

## Geschichte
Anlässlich der ersten Austragung der Taça Brasil de Futebol Feminino im Jahr 1983 hatte Atlético erstmals ein Frauenteam aufgestellt, mit dem er im Folgejahr das Finalspiel um diesen Wettbewerb erreichte, dabei aber dem EC Radar unterlegen war. Schon nach der dritten Teilnahme an diesem Wettbewerb 1985 löste der Club das Team wieder auf. Erst 20 Jahre darauf, zum Start der Staatsmeisterschaft der Frauen von Minas Gerais, kehrte Atlético mit einem neuen Team zurück und übernahm in den folgenden Jahren die sportliche Dominanz im Staate. Aus der Talentschmiede des Klubs jener Phase ging unter anderem die Torjägerin Millene hervor. Mangelndes Zuschauerinteresse und finanzielle Erwägungen führten im Frühjahr 2013 zum erneuten Rückzug des Klubs aus dem Frauenfußball.
Im Frühjahr 2019 startete Atlético den dritten Anlauf zur Etablierung eines Frauenteams. Damit sollten vor allem auch die ab jenem Jahr geltenden Kriterien des südamerikanischen Kontinentalverbandes CONMEBOL erfüllt werden, wonach zukünftig für die Teilnahme an der Herrenausgabe der Copa Libertadores der Unterhalt eines Frauenteams von den Vereinen vorausgesetzt wird. Zum Aufbau eines neuen Teams ging der Verein eine Partnerschaft mit dem lokalen Amateurklub Prointer FC ein, der die vergangenen Jahre kontinuierlich im Frauenfußball aktiv war. Als Heimspielstätte dient das vereinseigene Trainingszentrum „Cidade do Galo“. Das neue Team startete seinen Spielbetrieb mit einer Testpartie im ersten Mineiro-Klassiker der Frauen gegen den Lokalrivalen América Mineiro (Coelho/Kaninchen versus Galo/Hahn) am 23. März 2019 im Estádio Governador Magalhães Pinto, wobei der Hahn (Atlético) dem Kaninchen (América) mit 0:3 unterlag.
Als Vizemeister der zweitklassigen Série A2 der Saison 2021 vollendete Atlético den Aufstieg in die erste Liga des brasilianischen Frauenfußballs.

## Erfolge
| Staatsmeisterschaft von Minas Gerais | (8×): | 2006, 2009, 2010, 2011, 2012, 2020, 2021, 2022 |